# Château de Môh
Ne doit pas être confondu avec Château Vieux de Candes.
Le château de Candes, aussi appelé château neuf, est un château situé sur la commune de Candes-Saint-Martin, dans le département d'Indre-et-Loire.
Il remplace un bâtiment construit à la fin du XVIIe siècle qui servit de résidence d'été aux archevêques de Tours, vendu juste avant la Révolution française et remplacé par un nouveau château au début du XIXe siècle.

## Localisation
Au flanc du coteau qui longe la rive gauche du confluent Loire-Vienne, le château Neuf occupe la même terrasse que le château Vieux, mais il est situé un peu plus à l'ouest-sud-ouest, et donc encore plus distant de la collégiale et plus proche de la crête du coteau.

## Historique

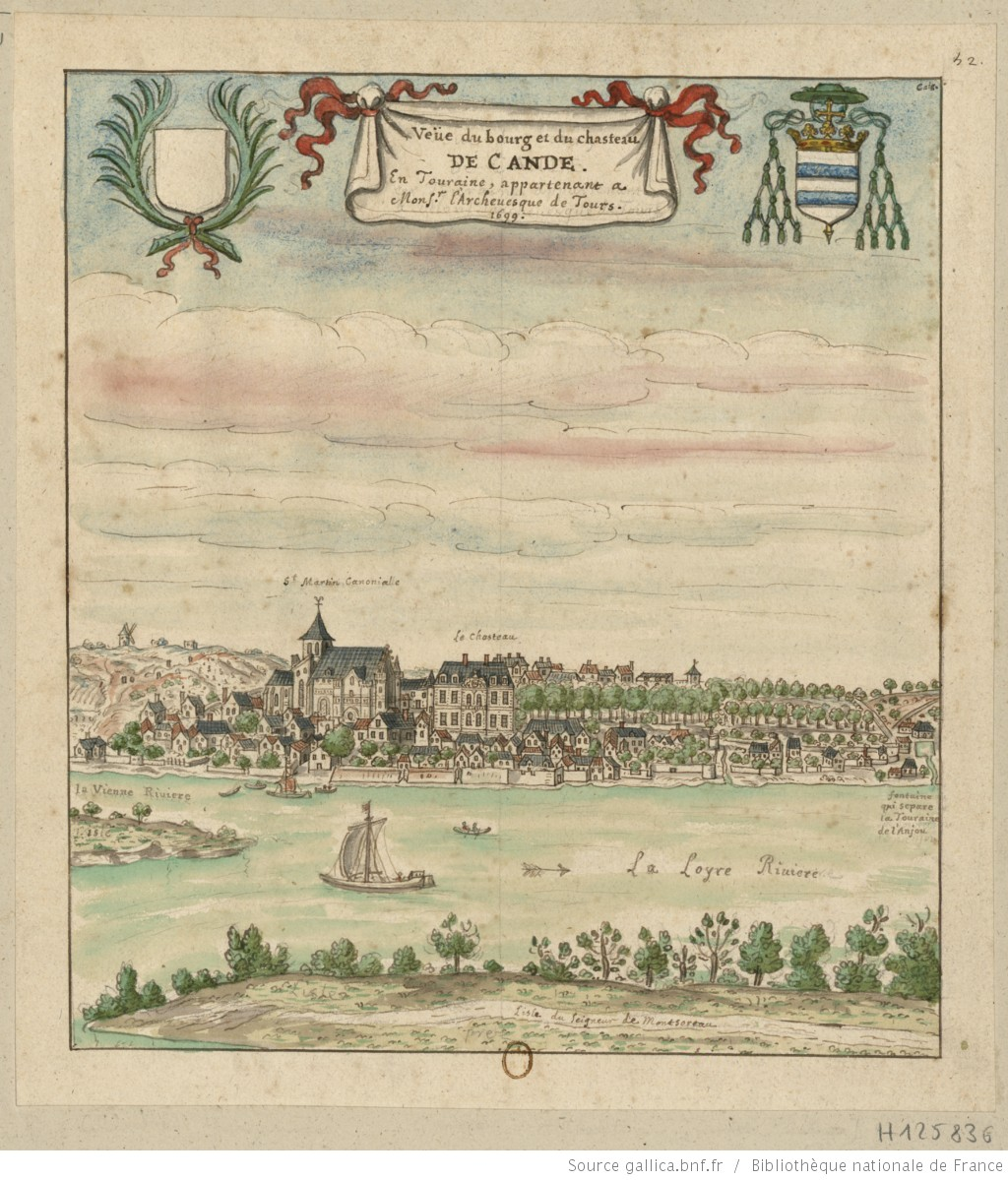
Vue de Candes au XVIIe siècle montrant le château.

Le château Vieux de Candes, qui servait jusque-là de résidence estivale aux archevêques de Tours, est délaissé en 1682. C'est à cette date que Mgr Michel Amelot de Gournay entame la construction d'un nouveau château moins austère.
L'architecture de cet édifice est toutefois inconnue car, il est revendu en 1781 par l'archevêque de Tours Mgr de Conzié avec l'accord du roi pour financer d'autres projets immobiliers, et notamment le réaménagement du prieuré de Grandmont-lès-Tours et de son parc, qui viennent d'être réunis aux propriétés archiépiscopales. Seule une aquarelle réalisée en 1699 et représentant le bourg de Candes vu depuis la rive droite de la Loire permet de se l'imaginer même si la reproduction n'est peut-être pas très fidèle. Acquis par adjudication par Alexandre-Jean-Baptiste Cailleau, architecte et maire de Saumur, il est détruit en 1820, exception faite des communs et le château contemporain est alors construit, probablement un peu plus en retrait du bord du coteau — la terrasse du nouvel édifice, au nord, occuperait l'emplacement de l'ancien château — ; il prend alors le nom de château Neuf.
Propriété de la famille Pignet depuis 2009 et après plus de 3 ans de travaux, Le château de Candes Art & Spa est ouvert en résidence de tourisme avec 32 chambres proposées en formules gîte de luxe ou chambres au château.
Le domaine peut être privatisé pour des évènements tels que mariages ou autres cérémonies.

## Architecture et décoration

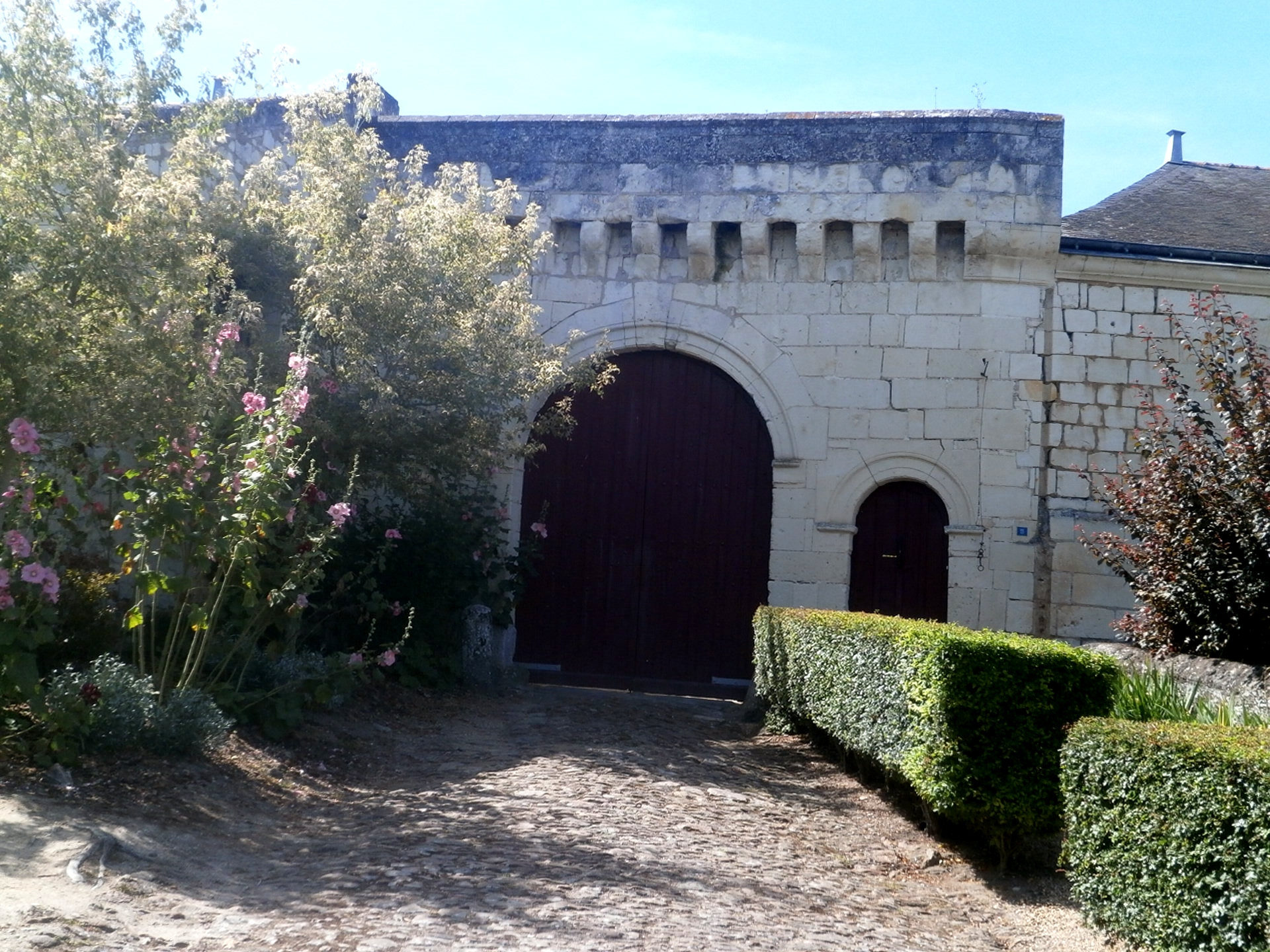
Portail du château.

Le château, tel qu'il se présente au XXIe siècle, est construit en tuffeau et recouvert d'ardoises. Les bâtiments sont organisés en forme de U ouvert vers le sud. Le bâtiment principal comprend un étage et des mansardes dans les combles. La façade principale, au nord, est précédée en son centre d'un avant-corps en arc de cercle surmonté, au niveau des combles, d'un fronton percé d'une porte-fenêtre et couvert en terrasse avec balustrade métallique. Le balcon sur lequel s'ouvre cette porte-fenêtre est soutenu par deux colonnes, de part et d'autre de la porte d'entrée.
Un portail triple (un portail principal accompagné de deux portes piétonnes, dont l'une est murée, l'ensemble étant couronné de mâchicoulis) permet d'accéder à la cour du château.
Dans les dépendances du château, l'ancien pressoir est toujours relié aux caves aménagées dans le roc par une rigole creusée à même la roche et qui permettait au moût de s'écouler.

## Pour en savoir plus